# 安德烈亞斯·威默
安德烈亞斯·威默（德語：Andreas Wimmer，1962年10月3日—），是瑞士社会学家，哥伦比亚大学社会学暨政治哲学教授。 自苏黎世大学社会人类学取得博士学位。 威默以对民族主义、國族建構和种族冲突的研究而闻名。 因“显着地振兴了民族主义的宏观政治研究”而受到赞誉。

## 國家建構：聚合與崩潰
威默荣获 2019 年比較社會科學研究領域的史坦洛肯獎，以表彰其著作《國家建構：聚合與崩潰》。 在該书中，威默认为三項關鍵因素决定國族建構能否成功：“公民社会的早期发展，能在领土內公平地提供公共財的国家崛起，以及共享的溝通媒介。” 邁洛納斯評價該書“可与卡爾·杜意奇的《民族主义与社会溝通》（1953）或厄内斯特·盖尔纳的《民族与民族主义》（1983）相媲美的當代经典。” 
威默不认为族群或族群多样性有害國族建構。不是族群政治矛盾的主要目標、具有進入國家權力進路、受包容的族群容易以國家為榮。受政治建制排斥的族群則很少感受到国家归属感。 
另一方面，威默认为语言多樣性才是國族建構的关键绊脚石。 威默认为，共同的语言使政治联盟與网络更容易出現在潜在的国族，最终有助于共同的国家认同。